# Christoph Eschenbach
Christoph Eschenbach, född 20 februari 1940 i Breslau är en tysk pianist och dirigent.
Hans karriär omfattar:
- huvuddirigent för Ludwigshafen och Hamburg i Tyskland
- förste gästdirigenten för Tonhalle Orchester i Zürich (1981)
- chefsdirigent för Tonhalle Orchester i Zürich (1982-86)
- musikdirektör vid Houston Symphony Orchestra (1988-99)
- dirigent vid Bayreuthfestspelen (2000)
- ledare för Ravinia Festival utanför Chicago, Illinois (1994-2003)
- musikledare för Philharmonia Orchestra (2001-)
- ledare för Schleswig-Holstein Musik Festival i Tyskland (1999-2003)
- chefsdirigent för Hamburg NDR symfoniorkester (1998-2004)
- chefsdirigent Philadelphia Orchestra (2003-2008)
- chefsdirigent Orchestre de Paris (2000-2010)
- chefsdirigent National Symphony Orchestra, Washington, D.C. (2010-)